# Векторная широтно-импульсная модуляция
Векторная широтно-импульсная модуляция (англ. Space vector modulation, SVM) — один из методов широтно-импульсной модуляции (ШИМ), использующийся для управления активными трёхфазными преобразователями. При векторной модуляции вычисляются не мгновенные значения напряжений, прикладываемых к обмоткам, а моменты подключения обмоток к силовому мосту с целью формирования заданного вектора напряжения, (что и отображено в названии метода). Существуют различные способы векторной ШИМ. В частности, некоторые способы позволяют снизить потери в силовых ключах и синфазную помеху за счёт минимизации количества переключений силовых ключей за один период коммутации; другие способы позволяют улучшить гармонический состав генерируемого напряжения. Метод интенсивно развивается с 1990-х годов, благодаря развитию микроконтроллерного управления и силовых компонентов, в частности, транзисторов. Несмотря на схожесть названий, метод векторной широтно-импульсной модуляции, строго говоря, не является разновидностью векторного управления, являющегося системой обратной связи для формирования заданных векторов тока и напряжения электродвигателей, электрогенераторов и сетевых инверторов.

## Пример

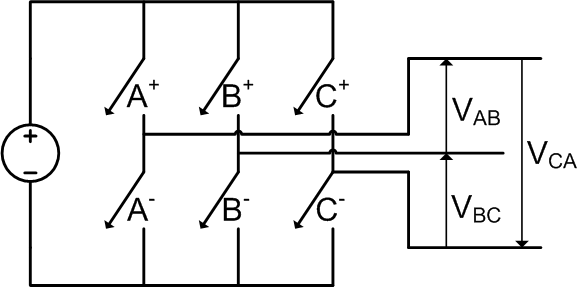
Рис. 1. Типичная структура трёхфазного моста, питаемого источником постоянного напряжения

Базовые векторы для коммутации типичного трёхфазного моста при векторной ШИМ (см. рис. 1)
| Базовый вектор | A+   | B+   | C+   | A−   | B−   | C−   | VAB  | VBC  | VCA  |                 |
| -------------- | ---- | ---- | ---- | ---- | ---- | ---- | ---- | ---- | ---- | --------------- |
| V0 = {000}     | ВЫКЛ | ВЫКЛ | ВЫКЛ | ВКЛ  | ВКЛ  | ВКЛ  | 0    | 0    | 0    | нулевой вектор  |
| V1 = {100}     | ВКЛ  | ВЫКЛ | ВЫКЛ | ВЫКЛ | ВКЛ  | ВКЛ  | +Vdc | 0    | −Vdc | активный вектор |
| V2 = {110}     | ВКЛ  | ВКЛ  | ВЫКЛ | ВЫКЛ | ВЫКЛ | ВКЛ  | 0    | +Vdc | −Vdc | активный вектор |
| V3 = {010}     | ВЫКЛ | ВКЛ  | ВЫКЛ | ВКЛ  | ВЫКЛ | ВКЛ  | −Vdc | +Vdc | 0    | активный вектор |
| V4 = {011}     | ВЫКЛ | ВКЛ  | ВКЛ  | ВКЛ  | ВЫКЛ | ВЫКЛ | −Vdc | 0    | +Vdc | активный вектор |
| V5 = {001}     | ВЫКЛ | ВЫКЛ | ВКЛ  | ВКЛ  | ВКЛ  | ВЫКЛ | 0    | −Vdc | +Vdc | активный вектор |
| V6 = {101}     | ВКЛ  | ВЫКЛ | ВКЛ  | ВЫКЛ | ВКЛ  | ВЫКЛ | +Vdc | −Vdc | 0    | активный вектор |
| V7 = {111}     | ВКЛ  | ВКЛ  | ВКЛ  | ВЫКЛ | ВЫКЛ | ВЫКЛ | 0    | 0    | 0    | нулевой вектор  |

Примечание. +Vdc — напряжение на «+»-шине постоянного тока; -Vdc — напряжение на «-»-шине постоянного тока.

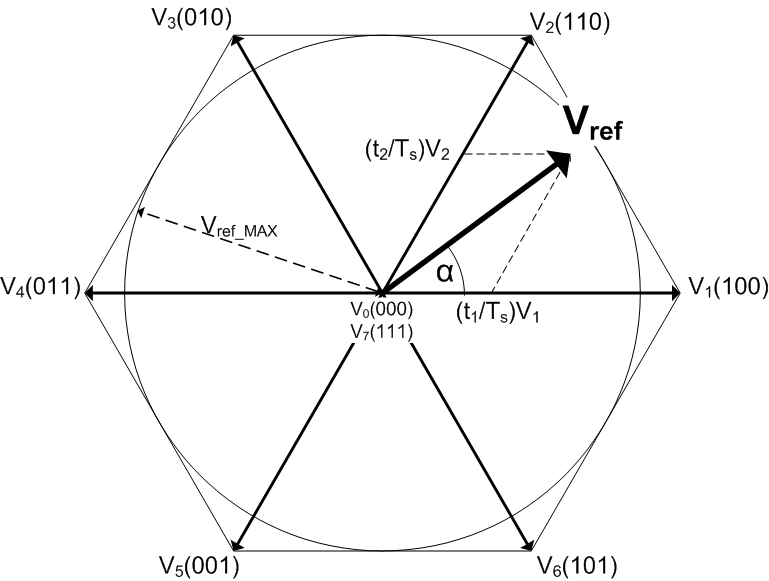
Все возможные восемь базовых векторов для трёхфазного инвертора при векторной широтно-импульсной модуляции. В качестве примера рассмотрен формируемый вектор V_{ref}. V_{ref_MAX} — максимальная амплитуда вектора V_{ref} в зоне линейной модуляции.

Генерация пространственного вектора U_{a} = V_{ref} с помощью базовых векторов

Длительность нулевого вектора влияет на амплитуду результирующего вектора

Визуализация принципа получения большего выходного напряжения в векторной ШИМ по сравнению с первоначально изобретенной синусоидальной ШИМ. На рисунке показано изменение во времени потенциалов фаз относительно потенциала минусовой шины звена постоянного тока. В синусоидальной ШИМ потенциал средней точки нагрузки составляет половину от напряжения звена постоянного тока, а в шестисекторной векторной ШИМ (наиболее распространенная) потенциал средней точки «плавает»